# François-Xavier Gillot
François-Xavier Gillot (Autun, 12 settembre 1842 – Autun, 8 ottobre 1910) è stato un micologo e botanico francese.
Gillot è stato uno dei membri fondatori della Société d'Histoire Naturelle d'Autun, e dal 1877 divenne membro non residente della Société Botanique de Lyon. Il genere di funghi Gillotia sono stati chiamati in suo onore da Pier Andrea Saccardo e Alessandro Trotter.

## Opere principali
- Note sur la flore du plateau d'Antully, 1878.
- Notice sur la flore de St. Honoré-les-Bains (Nièvre), 1883.
- Catalogue raisonné des champignons supérieurs (Hyménomycètes) des environs d'Autun et du département de Saône-et-Loire (con Jean Louis Lucand), 1891.
- Contribution à l'étude des orchidées, 1898.